# Psydrinae
Psydrinae zijn een onderfamilie van de loopkeverfamilie (Carabidae). De wetenschappelijke naam werd voor het eerst geldig gepubliceerd in 1853 door LeConte.

## Taxonomie
De volgende taxa worden bij de onderfamilie ingedeeld:
- Tribus Amblytelini Blackburn, 1892
- Tribus Mecyclothoracini Jeannel, 1940
- Tribus Meonini Sloane, 1898
- Tribus Moriomorphini Sloane, 1890
- Tribus Psydrini LeConte, 1853
- Tribus Tropopterini Sloane, 1898